# Massif de Terre Neuve
Massif de Terre Neuve är en bergskedja i Haiti. Den ligger i den nordvästra delen av landet, 140 km norr om huvudstaden Port-au-Prince.